# Кууль (приток Ичувеема)
Кууль — река на Дальнем Востоке России. Протекает по территории Чаунского района Чукотского автономного округа. Длина реки — 50 км.
Название в переводе с чукот. Куул — «глубокая река».
Берёт истоки с западных склонов горы Юбилейная, на всём своём протяжении протекает по территории Чаунской низменности, в низовьях сильно меандрирует в окружении болот и мелких озёр, впадает в Ичувеем справа.
Притоки (левые): Подгорный, Грязный, Нынрэкинкууль.